# ダイヤゼブラ電機
ダイヤゼブラ電機株式会社（ダイヤゼブラでんき、DIAMOND&ZEBRA ELECTRIC MFG.CO.,LTD.）は、大阪市にある電気機器メーカー。ダイヤモンドエレクトリックホールディングス株式会社の100%子会社。旧社名は田淵電機株式会社。

## 概要
電源ユニットやトランス、インバータ等の電機部品を開発・製造している。2011年にはワイヤレス給電向けコイル、2013年にはメガソーラー向け発電システムを開発した。ソーラーアワード2013を受賞した。
2019年10月1日付で、株式交換よりダイヤモンドエレクトリックホールディングスの完全子会社になった。2021年10月1日付で、ダイヤモンド電機が手掛けている自動車機器事業の一部を吸収分割で譲受したと同時に、商号をダイヤゼブラ電機株式会社へ変更した。

### ダイヤモンド電機傘下へ
田淵電機は、2011年に制定された再生可能エネルギー電気の調達に関する特別措置法（再生可能エネルギー特別措置法）を受け、太陽光発電事業を拡大してきた。しかしその後、同法に基づく買取価格の低下や規制強化等の政策の変更もあり経営が悪化、2018年3月期までの2期連続で赤字決算となった。また、金融機関からの借入金の返済計画が計画通りに進んでいなかったため、2018年6月25日、事業再生実務家協会に対し関連会社2社（田淵電子工業・テクノ電気工業）とともに事業再生ADRを申請、即日受理された。
2018年9月25日、ダイヤモンド電機との間でスポンサー支援に関する合意書を締結。同年10月16日に、ダイヤモンド電機に対して第三者割当増資を実施することと、ダイヤモンド電機が当社の支援スポンサーとなる契約を締結した。
ダイヤモンド電機は、支援策の条件として、田淵暉久取締役会長（当時）など役員が保有している当社全株式を払込期日である2019年1月25日までに田淵電機へ無償譲渡すること、ダイヤモンド電機が第三者割当増資の払込を行うを主たる実行前提条件として、TDKが保有している株式を2019年1月25日までに田淵電機へ無償譲渡する契約を締結していること、臨時株主総会を実施し、ダイヤモンド電機が指名する取締役及び監査役の選任議案を提出し、現在の役員を退任させることなどが盛り込まれた。
2018年11月6日にはテクノ電気工業全株式を経営者へ譲渡することを発表したと同時に、テクノ電気工業の事業再生ADRが終了。翌11月7日にはダイヤモンド電機との契約に基づき、TDKとの資本業務提携が終了した。
田淵電機は2018年12月7日に、『「事業再生計画案」策定、事業再生ADR手続に基づく債権者会議』を開催し、事業再生ADR手続が成立した。同時に、東京証券取引所に「事業再生計画」を提出。東京証券取引所は田淵電機株式に対する株式上場時価総額審査を開始。田淵暉久取締役会長は2018年12月18日付で退任。2019年1月8日に東京証券取引所による審査の結果が発表され、田淵電機株式は上場が維持されることになった。
田淵暉久元取締役会長など元役員やTDKが保有していた田淵電機全株式の無償譲渡などが完了したことから、当社は2019年1月22日付で第三者割当増資によりダイヤモンド電機の子会社となった。新社長にはダイヤモンド電機代表取締役社長CEOである小野有理が就任した他、ダイヤモンド電機取締役専務執行役員COOである前田真澄、ダイヤモンド電機取締役常務執行役員CCOである長谷川純も取締役に就任した。貝方士利浩取締役社長はダイヤモンド電機の子会社化と同時に退任した。
田淵電機は事業見直しを実施し、海外市場向け及び国内の高圧用産業用パワーコンディショナー事業からの撤退、パワーデバイス部門においても一部の不採算製品からの撤退を行うなど、経営再建を図る。

## 沿革
- 1925年（大正14年）5月 - 大阪市福島区大開町2丁目において田淵繁が美登里商会を創業。珪素鋼板の販売およびラジオ用鉄芯の製作を開始。
- 1939年（昭和14年）12月 - 美登里商会の工場部門を分離し、株式会社美登里製作所を設立。
- 1940年（昭和15年）9月 - 美登里製作所を田淵電機株式会社と商号変更。電気部門を新設し、変成器の製造を開始。
- 1949年（昭和24年）11月 - ゼブラトランス（市販トランス）の製造を開始。
- 1958年（昭和33年）10月 - 機器メーカー向けテレビ用トランスの製造を開始。
- 1960年（昭和35年）1月 - 大阪市西淀川区御幣島東一丁目（現・御幣島一丁目）に本社を移転。
- 1966年（昭和41年）11月 - 日本工業規格表示許可工場となる。
- 1967年（昭和42年）12月 - 栃木県大田原市に田淵電子工業株式会社を設立。
- 1969年（昭和44年）9月 - 埼玉県鳩ヶ谷市に東京営業所を移転。
- 1972年（昭和47年）11月 韓国（ソウル市）に韓国田淵電機株式会社（現・韓国トランス）を設立。
- 1976年（昭和51年）4月 - 電源機器の製造を開始。
- 1979年（昭和54年）1月 - 米国（テネシー州）に米国田淵電機を設立。
- 1985年（昭和60年）
  - 2月 - 英国（グリーンランド州）に英国田淵電機を設立。
  - 11月 - 大阪証券取引所市場第二部に上場。
- 1986年（昭和61年）11月 - メキシコ（ティフアナ市）にメキシコ田淵電機を設立。
- 1987年（昭和62年）12月 - タイ（チャチャンサオ県）にタイ国田淵電機を設立。
- 1991年（平成3年）4月 - 兵庫県三田市に三田工場を開設し、生産を開始（2002年6月閉鎖）。
- 1994年（平成6年）6月 - 兵庫県三田市に本社を移転。
- 1995年（平成7年）4月 - 中国（上海市）に上海田淵変圧器有限公司を設立。
- 1997年（平成9年）6月 - 太陽光発電用パワーコンディショナーの生産を開始。
- 2000年（平成12年）4月 - 香港（九龍）に香港田淵電機有限公司を設立、東莞田淵電機廠を開設。
- 2001年（平成13年）3月 - マグネットワイヤーの製造を開始。
- 2002年（平成14年）6月 - 大阪市西淀川区御幣島一丁目に本社移転。
- 2005年（平成17年）3月 - 英国田淵電機を解散。
- 2006年（平成18年）8月 - 大阪市淀川区宮原四丁目に本社移転。
- 2007年（平成19年）9月 - ベトナム（バクニン省）にベトナム田淵電機を設立。
- 2009年（平成21年）4月 - メキシコ田淵電機を解散。
- 2012年（平成24年）
  - 2月 - 中国に江西碧彩田淵変圧器有限公司を設立。
  - 9月 - 中国に東莞田淵電機有限公司を設立。
  - 10月 - 東京都千代田区神田に東京支社を移転。
- 2013年（平成25年）
  - 7月 - 現物市場統合により東京証券取引所第二部に上場。
  - 8月 - 米国田淵電機をカリフォルニア州に移転。
- 2014年（平成26年）5月 - 大阪市淀川区宮原三丁目に本社移転。
- 2015年（平成27年）
  - 1月 - 東京証券取引所第一部に指定替え。
  - 10月 - テクノ電気工業株式会社（神奈川県秦野市）とMarschner GmbH＆Co.KG（ドイツ）を子会社化。
- 2018年（平成30年）
  - 6月25日 - 事業再生実務家協会に対し、田淵電子工業とテクノ電気工業の2社とともに事業再生ADRを申請。即日受理された[8][9][10]。
  - 9月25日 - ダイヤモンド電機との間でスポンサー支援に関する合意書を締結[11][13]。
  - 10月16日 - ダイヤモンド電機との間で、ダイヤモンド電機が支援スポンサーに就任並びにダイヤモンド電機に対し第三者割当増資を行う契約を締結[14][15]。
  - 11月7日 - TDKとの資本業務提携を解消[17]。テクノ電気工業の事業再生ADRが終了[16]。
  - 12月7日 - 事業再生ADRが成立[18]。東京証券取引所に「事業再生計画」を提出[19]。
- 2019年（平成31年/令和元年）
  - 1月1日 - Marschner GmbH＆Co.KG（ドイツ）の保有全株式をPlatin 1713. GmbHへ譲渡[30]。
  - 1月8日 - 東京証券取引所が実施する時価総額審査により、田淵電機株式の上場維持が決定[21]。
  - 1月10日 - テクノ電気工業株式会社全株式を経営陣へ譲渡[31].
  - 1月22日 - ダイヤモンド電機を割当先とする第三者割当増資を実施し、ダイヤモンド電機の子会社となる[16][26]。
  - 9月27日 - 東京証券取引所第一部上場廃止。
  - 10月1日 - 株式交換により、ダイヤモンドエレクトリックホールディングスの完全子会社となる[5]。同時に本社を淀川区宮原から、親会社と同じ淀川区塚本へ移転[32]。
- 2021年（令和3年）10月1日 - ダイヤモンド電機が手掛ける自動車機器事業の一部を吸収分割で譲受。田淵電機の商号をダイヤゼブラ電機株式会社へ、田淵電子工業の商号をゼブラ電子株式会社へそれぞれ変更。

## 国内関係会社
- ゼブラ電子株式会社